# Cantates du prix de Rome (Berlioz)
Le compositeur français Hector Berlioz a concouru quatre fois pour le prix de Rome, qu'il a fini par remporter en 1830. Pour participer, il fallait écrire une cantate sur un texte donné par le jury. Les efforts de Berlioz pour obtenir ce prix sont exposés en détail dans les chapitres XXII à XXXe de ses Mémoires. Il considérait en effet ce concours comme la première étape de son combat contre le conservatisme, représenté à l'époque par un jury réunissant des musiciens tels que Cherubini, Boieldieu, ou encore Berton, lequel, à la différence des deux autres, a cessé depuis longtemps d'être joué. Le séjour de Berlioz en Italie, à la suite de son succès, aura une grande influence sur certaines de ses œuvres postérieures comme Benvenuto Cellini ou Harold en Italie. Par la suite, l'auteur a détruit presque complètement les partitions de deux de ces cantates (Orphée et Sardanapale), mais réutilisé une partie des autres dans diverses œuvres.
Assez curieusement, ces compositions tombées dans l'oubli vont susciter un intérêt de plus en plus vif dans la seconde moitié du XXe siècle, en particulier Cléopâtre, devenue une sorte de classique pour les voix de soprano et de mezzo-soprano, ainsi que le prouve le nombre sans cesse croissant des exécutions publiques et des enregistrements auxquels a donné lieu, à partir des années 1960, une œuvre aussi originale qui ne pouvait évidemment qu'aliéner à un débutant un jury bien peu soucieux de la nouveauté en matière de mélodie, d'harmonie ou encore d'orchestration.

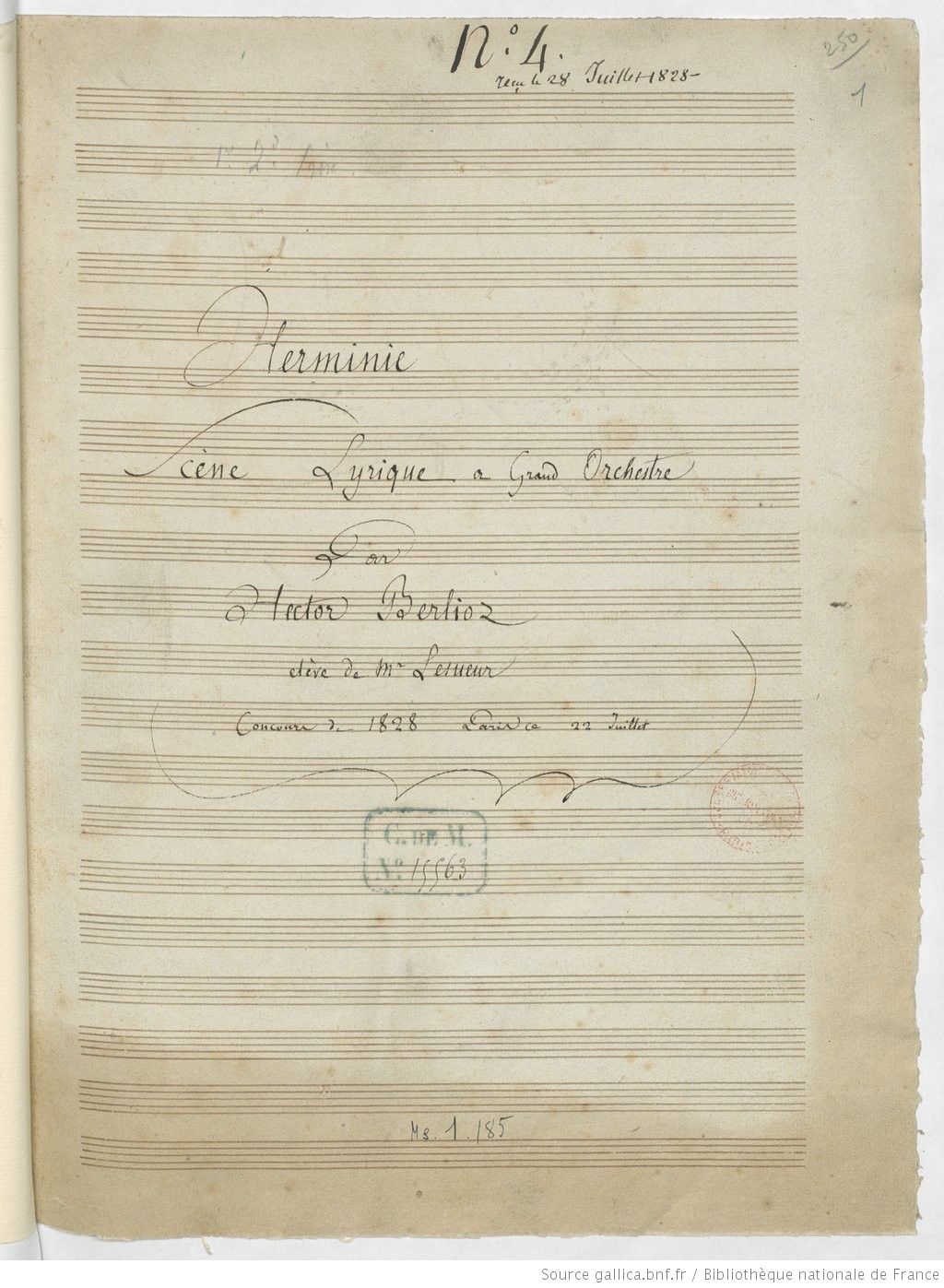
Page de titre du manuscrit de Herminie (1828).

## Le prix de Rome
Le prix de Rome permettait aux artistes qui l'avaient obtenu de passer aux frais de l'État français une année d'étude à la villa Medicis, à Rome. Les lauréats se voyaient également attribuer une pension de cinq ans. Dans le domaine musical, le prix était décerné par le Conservatoire de Paris. Les postulants devaient d'abord présenter une fugue chorale comme preuve de leurs connaissances techniques, puis les quatre candidats sélectionnés avaient à écrire une cantate dramatique sur un texte en vers imposé. Le jury de la dernière épreuve était constitué de tous les membres musiciens de l'Institut, ainsi que de deux membres non-musiciens. L'œuvre couronnée était jouée lors d'un concert public deux mois plus tard.

## Les cantates
Les quatre cantates sont les suivantes.

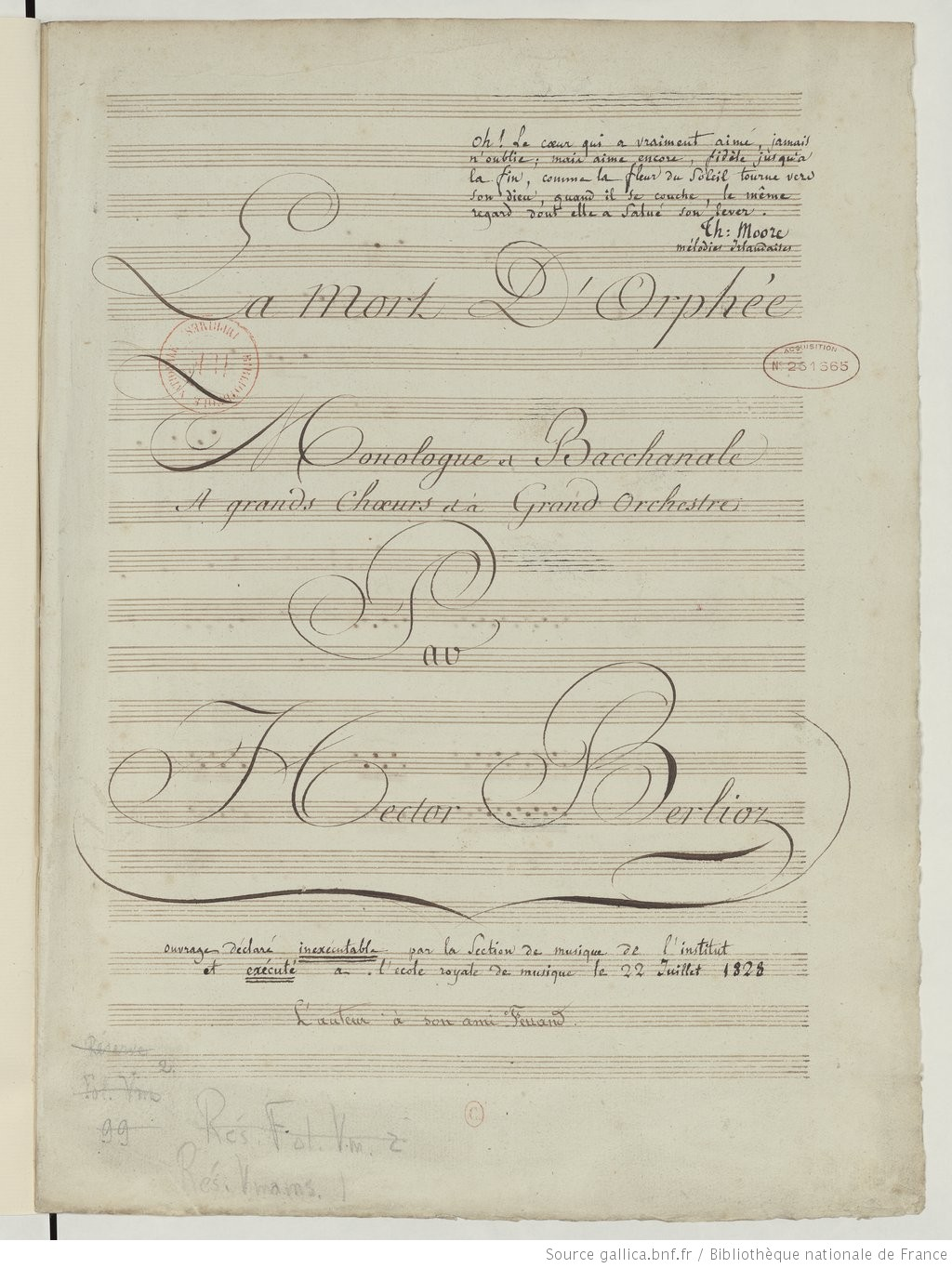
Page de titre du manuscrit de La mort d'Orphée (1827).

### Herminie (1828)

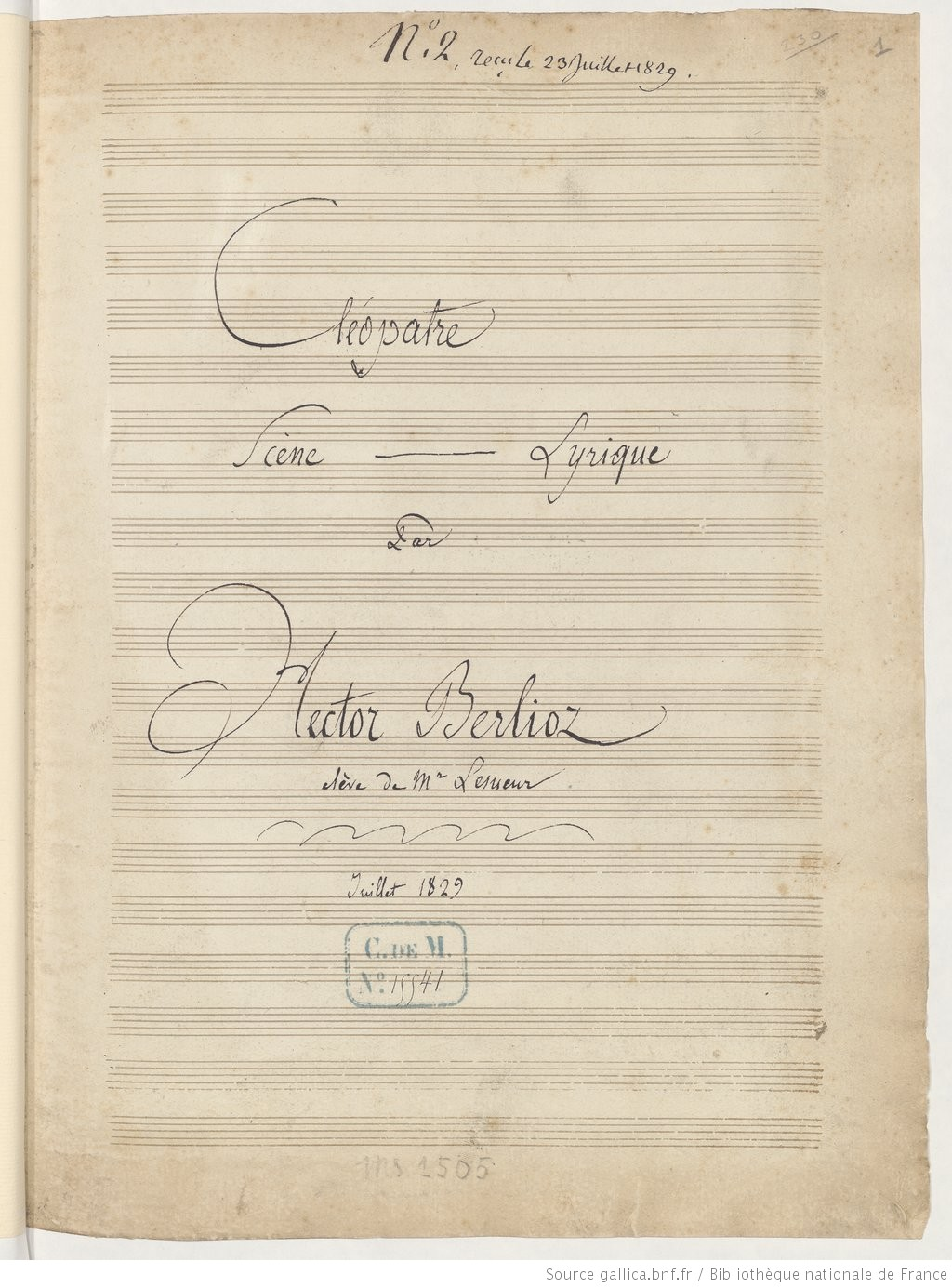
Page de titre du manuscrit de Cléopâtre (1829).

### Cléopâtre (1829)

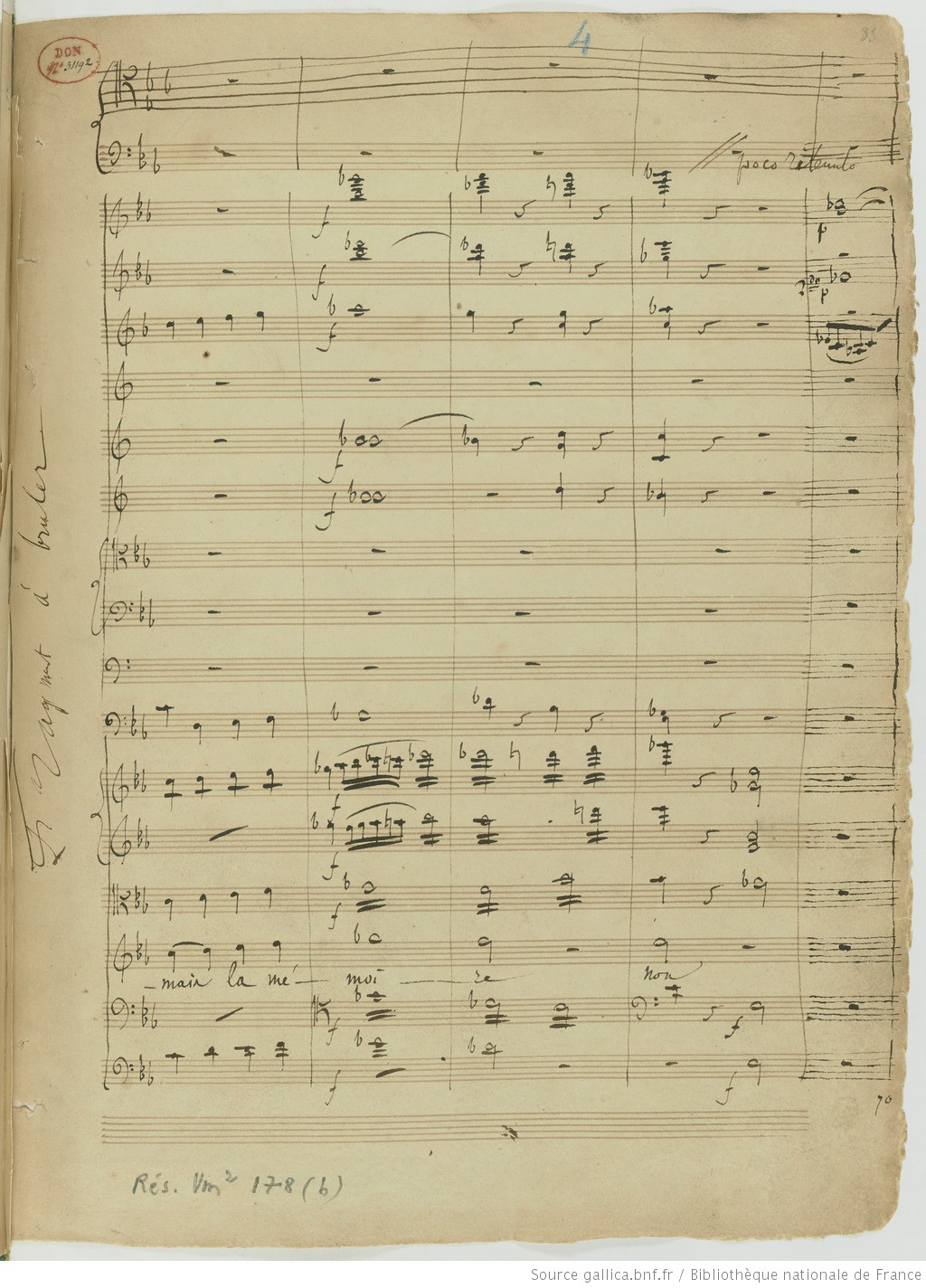
Une page manuscrite de Sardanapale (1830).

## Phonographie
Voir la discographie de l'article consacré séparément à chacune des cantates.
En 1994 et 1995, Jean-Claude Casadesus a enregistré les quatre cantates, publiées sur un seul disque, avec Michèle Lagrange (Herminie), Béatrice Uria-Monzon (Cléopâtre), Daniel Galvez Vallejo (Orphée, Sardanapale), le Chœur régional du Nord-Pas-de-Calais et l'Orchestre national de Lille (Harmonia Mundi, 1996).